# Шевченко, Евдокия Андреевна
Евдокия Андреевна Шевченко (в замужестве Чумакова) (укр. Євдокія Андріївна Шевченко; 13 июня 1926 — 15 июня 2005) — украинская советская деятельница сельского хозяйства. Звеньевая свёклосовхоза «Фёдоровский» в Великобурлукском районе Харьковской области. Герой Социалистического Труда.

## Биография
Евдокия Шевченко родилась 13 июня 1926 года в селе Хатнее Ольховатского района Купянского округа в крестьянской украинской семье. Получила начальное образование. В 1943 году, начала работать в свёклосовхозе «Фёдоровский», главная усадьба которого находилась в посёлке Фёдоровка. В 1947 году была назначена звеньевой комсомольско-молодёжного звена по выращиванию зерновых. В том же году свеклосовхоз собрал большое количество зерновых культур, звено Шевченко собрало 37.2 центнера озимой пшеницы с гектара на общей площади в 10 гектаров.
За «получение высоких урожаев пшеницы, ржи и сахарной свёклы при выполнении совхозами плана сдачи государству сельскохозяйственных продуктов в 1947 году и обеспеченности семенами зерновых культур для весеннего сева 1948 года», Президиум Верховного совета СССР указом от 30 апреля 1948 года присвоил Евдокии Шевченко звание Героя Социалистического Труда с вручением ордена Ленина и медали «Серп и Молот». Кроме неё, звание героя получили ещё семь рабочих свеклосовхоза, звеньевые: Мария Лоткова, Александра Сичкарёва, Мария Чернецкая, Екатерина Шибанова, а также директор Фёдор Фальберт, бригадир полевой бригады Прокофий Коленько и старший механик Трофим Скрынник.
Позже вышла замуж и сменила фамилию на Чумакову. Продолжала работать в свёклосовхозе «Фёдоровский», где её звено неоднократно достигало высоких показателей в заготовке зерновых. Жила в селе Хатнее, умерла 15 июня 2005 года.

## Награды
- Герой Социалистического Труда (30.04.1948)
- орден Ленина (30.04.1948)
- медаль «Серп и Молот» (30.04.1948)
- медали

### Комментарий
1. ↑  Некоторые источники называют её Марией Лобановой.